# Shōnen

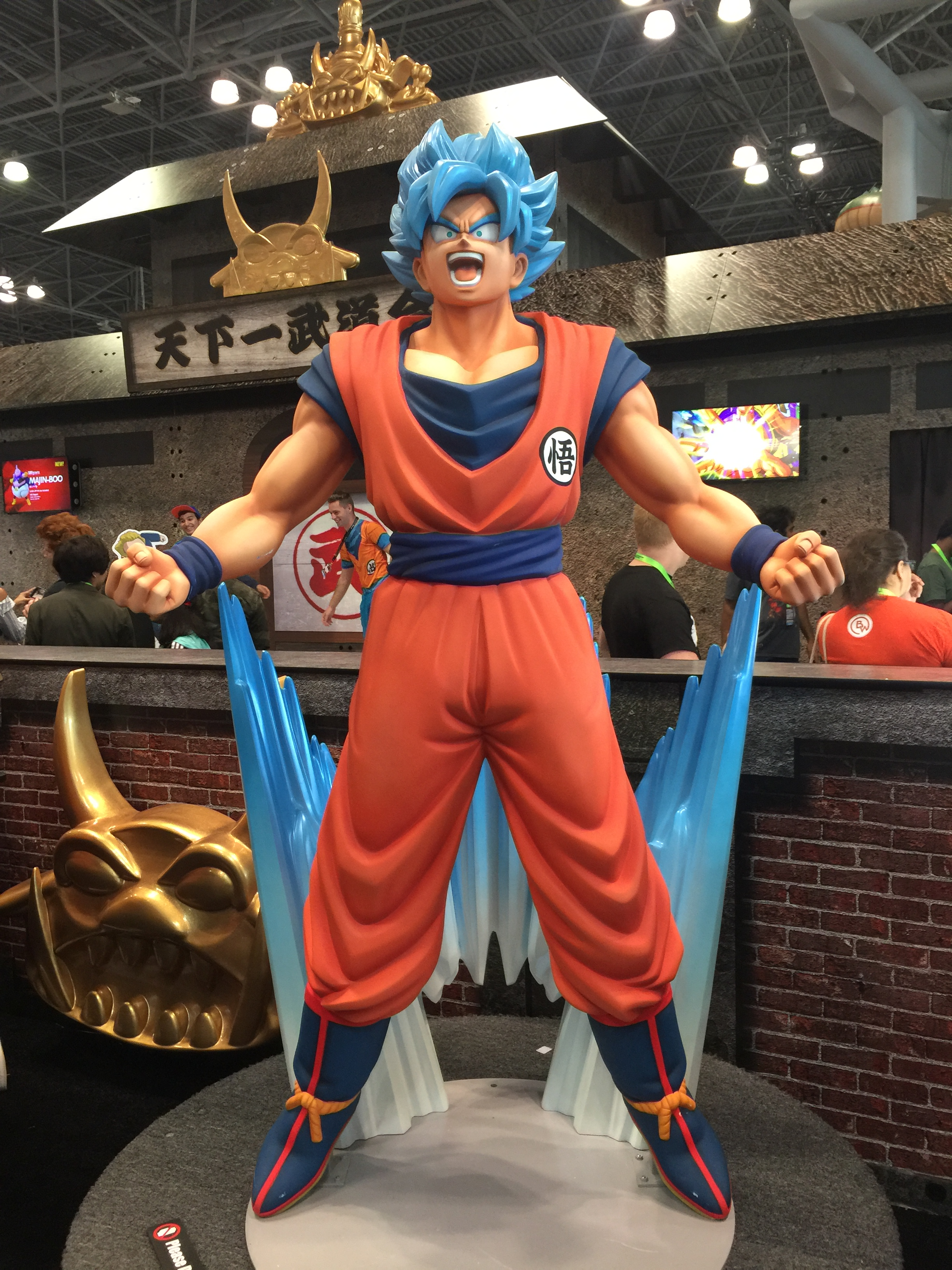
Goku. Personaje protagonista de "Dragon Ball" de Akira Toriyama.

Shōnen o shōnen manga (少年漫画 shōnen manga) es una demografía de manga dirigida al público masculino joven. Su equivalente femenino es el shōjo.

## Etimología
Los caracteres con los que se escribe el término shōnen (少年) significan literalmente "chico" (o "joven"), y los caracteres con los que se escribe manga (漫画) significan "cómic". Por lo tanto, la frase completa significa "cómic de una persona joven", o simplemente "cómic de chicos"; el shōnen manga es la forma más popular de manga.

## Características
Los mangas shōnen se caracterizan por ser series con grandes dosis de acción, a menudo situaciones humorísticas con protagonistas masculinos, como el manga "Dragon Ball" de Akira Toriyama. El compañerismo entre adolescentes o adultos de un equipo de combate, también suele subrayarse en un shōnen. También suele haber personajes atractivos femeninos (como en el bishōjo o fanservice), aunque no siempre. El arte de estilo de shōnen en general es menos florido que el de shōjo, aunque esto varía mucho entre los mangakas. Shōnen no es un género específico de manga, sino el término demográfico que se usa para referirse al manga y anime dirigido especialmente a hombres jóvenes. Las características anteriormente descritas se aplican sobre todo al género nekketsu, que es el término que suele ser confundido con shōnen, ya que las series más famosas de esta demografía como Dragon Ball de Akira Toriyama, One Piece de Eichiro Oda o Naruto de Masashi Kishimoto pertenecen casi todas al género nekketsu. Por ello es importante aclarar que el que una serie se publique en una revista de tipo shōnen, no implica o determina que necesariamente tenga cualidades o estructuras narrativas específicas, como grandes dosis de acción o que los protagonistas sean jóvenes, ya que también existen mangas shonen de comedia romántica, entre otros géneros y características. Más allá del shōnen, está el término usado para los hombres adultos, el seinen.